# Oratorio del Santissimo Crocifisso Agonizzante in Arcione
L'oratorio del Santissimo Crocifisso Agonizzante in Arcione era un oratorio che sorgeva lungo la via in Arcione, nel rione Trevi di Roma, nei pressi dell'odierno numero civico 107 della via. Era dedicato all'esaltazione della Santa Croce.

## Storia
La mappa di Giovanni Battista Nolli (1748) raffigura questo piccolo oratorio, che apparteneva alla Confraternita del Santissimo Sacramento in Arcione, a ovest della chiesa di San Nicola in Arcione. Dato che la confraternita che si occupava della chiesa era stata fondata nel 1695, è probabile che l'oratorio sia successivo a questa data. Secondo lo studioso italiano Ferruccio Lombardi, l'oratorio venne distrutto da un incendio nel 1740, eppure questo compare nella mappa del Nolli realizzata otto anni dopo. In ogni caso, alla fine del diciannovesimo secolo non era rimasta alcuna traccia del luogo. La pianta era rettangolare, con una navata separata dal presbiterio da un arco.